# High Accuracy Radial velocity Planet Searcher
HARPS
Le High Accuracy Radial velocity Planet Searcher (HARPS), en français « Chercheur de planètes par vitesses radiales de haute précision », est un spectrographe échelle alimenté par fibres depuis le foyer Cassegrain du télescope de 3,6 mètres de l'ESO, à l'observatoire de La Silla au Chili. Il est destiné principalement à la recherche d'exoplanètes par la méthode des vitesses radiales. Depuis 2018, HARPS est également alimenté par le télescope solaire HELIOS pour observer le Soleil comme une étoile pendant la journée.

## But
HARPS est l'instrument de l'Observatoire européen austral (ESO) destiné à effectuer les mesures de vitesse radiale les plus précises à l'heure actuelle (2015),,. Le but de cet instrument est d'atteindre une précision à long terme sur les vitesses radiales d'un mètre par seconde pour des étoiles naines G (similaires au Soleil) à rotation lente. Une telle précision permet de détecter des planètes de faible masse telles Saturne et des oscillations stellaires de faible amplitude (cf. section « Performances » pour plus de détails).

## Description

### Concept
HARPS est un spectrographe échelle à dispersion croisée alimenté par des fibres depuis le foyer Cassegrain du télescope de 3,6 mètres de l'ESO, à l'observatoire de La Silla au Chili,. L'instrument lui-même est installé dans la salle coudé-ouest du bâtiment abritant ce télescope.
L'instrument a été construit afin d'obtenir des vitesses radiales de très grande précision (de l'ordre du mètre par seconde) à long terme. Pour atteindre ce but, HARPS est alimenté par deux fibres et sa stabilité mécanique a été optimisée.
La conception de HARPS bénéficie de l'expérience acquise par les membres du consortium HARPS (cf. section « Constructeurs ») sur deux spectrographes antérieurs : ÉLODIE, sur le télescope de 1,93 mètre à l'observatoire de Haute-Provence, et CORALIE, installé sur le télescope suisse de 1,2 mètre Leonhard Euler à l'observatoire de La Silla. Le design de base de HARPS est par conséquent très similaire à celui de ces deux instruments. Trois points principaux ont été améliorés afin d'obtenir de meilleures performances :
- l'augmentation de la stabilité de l'instrument : HARPS est installé à l'intérieur d'une cuve à vide contrôlée thermiquement (cf. section « Cuve à vide ») ;
- l'augmentation du rapport signal sur bruit sur chaque mesure individuelle de vitesse radiale : HARPS est installé sur le télescope de 3,6 mètres de l'ESO (cf. section « Télescope »), la résolution spectrale est deux fois plus grande que pour ses prédécesseurs, ce qui aide à réduire les erreurs instrumentales (cf. section « Résolution spectrale »), et l'optique du spectrographe, très similaire à celle d'UVES, est très efficace (cf. section « Design optique ») ;
- l'amélioration de la réduction des données en ligne : meilleure correction des effets instrumentaux, meilleure définition du point zéro (étalonnage en longueurs d'onde), augmentation de la vitesse (cf. section « Réduction des données »).

### Télescope

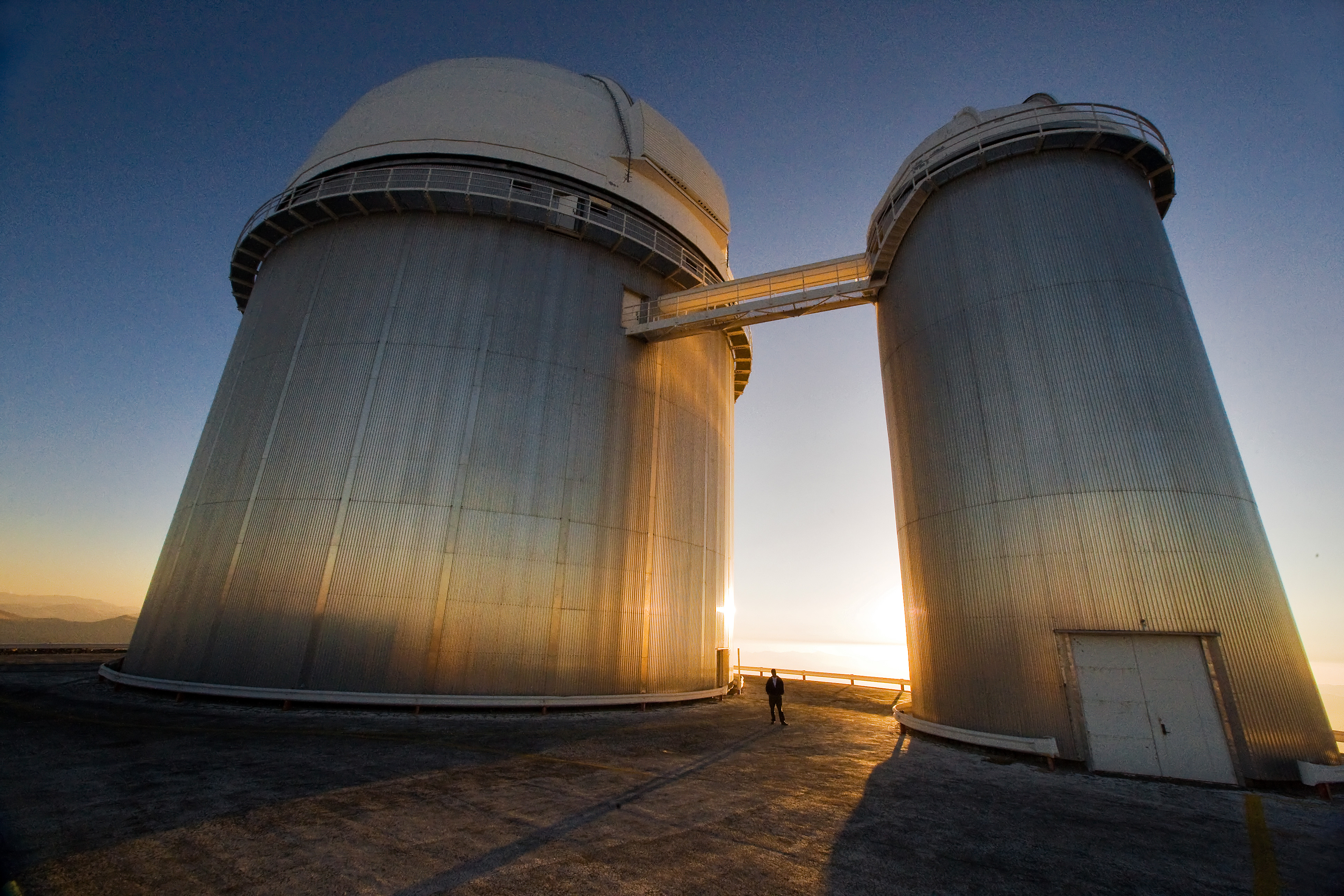
Dôme du télescope.

HARPS est alimenté par des fibres depuis le foyer Cassegrain du télescope de 3,6 mètres de l'ESO, à l'observatoire de La Silla au Chili,. En comparaison des télescopes de 1,93 mètre et de 1,2 mètre sur lesquels sont installés ses prédécesseurs ÉLODIE et CORALIE, le 3,6 mètres permet de collecter beaucoup plus de lumière — respectivement 3,5 et 9 fois plus —, ce qui permet à la fois d'observer des objets moins brillants et de réaliser des mesures plus précises pour un objet donné. L'instrument lui-même est installé dans la salle coudé-ouest du bâtiment abritant ce télescope.

### Cuve à vide
Pour un article plus général, voir Cuve à vide.

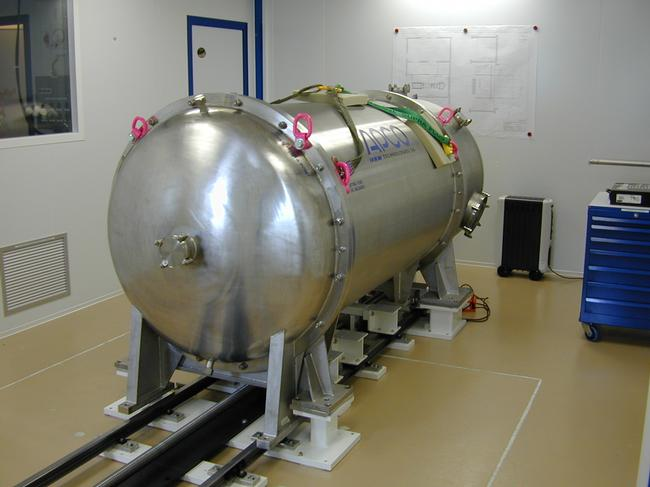
La cuve à vide où se trouve HARPS.

HARPS est situé à l'intérieur d'une cuve à vide contrôlée thermiquement afin d'empêcher dans une très grande mesure toute dérive spectrale (et donc toute dérive des vitesses radiales) qui pourrait être causée par des variations de la température, de la pression de l'air ambiant ou de l'humidité,. La cuve à vide se trouve elle-même dans deux niveaux d'enceintes l'isolant de la pièce où elle est installée.

### Design optique

#### Fibres
Une des deux fibres collecte la lumière de l'étoile alors que la seconde sert à enregistrer simultanément un spectre de référence d'une lampe thorium-argon ou le ciel de fond. Les deux fibres de HARPS (objet et ciel ou Th-Ar) ont une ouverture sur le ciel de 1 seconde d'arc ; ceci permet au spectrographe d'avoir un pouvoir de résolution de 115 000 (cf. section « Résolution spectrale »). Les deux fibres sont équipées d'un brouilleur d'image (image scrambler) afin d'avoir une illumination uniforme de la pupille du spectrographe, indépendante du décentrage du pointage.

#### Réseau de diffraction

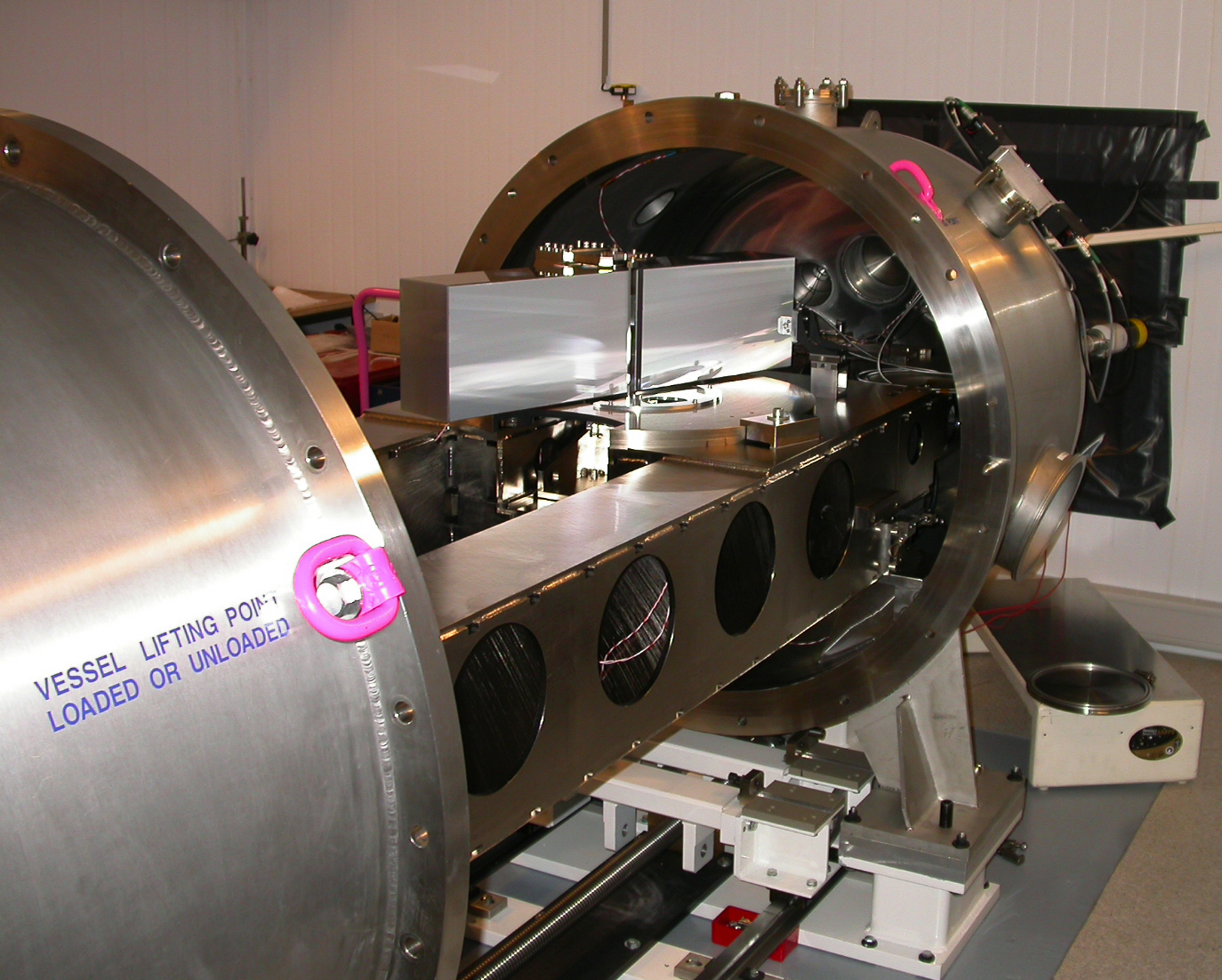
Le spectrographe HARPS pendant des tests en laboratoire. La cuve à vide est ouverte ; plusieurs composants de haute précision situés à l'intérieur sont ainsi visibles. Le grand réseau de diffraction optique qui disperse la lumière incidente de l'étoile est visible au-dessus du banc optique ; il mesure.

Pour un article plus général, voir Réseau de diffraction.

#### Polarimètre

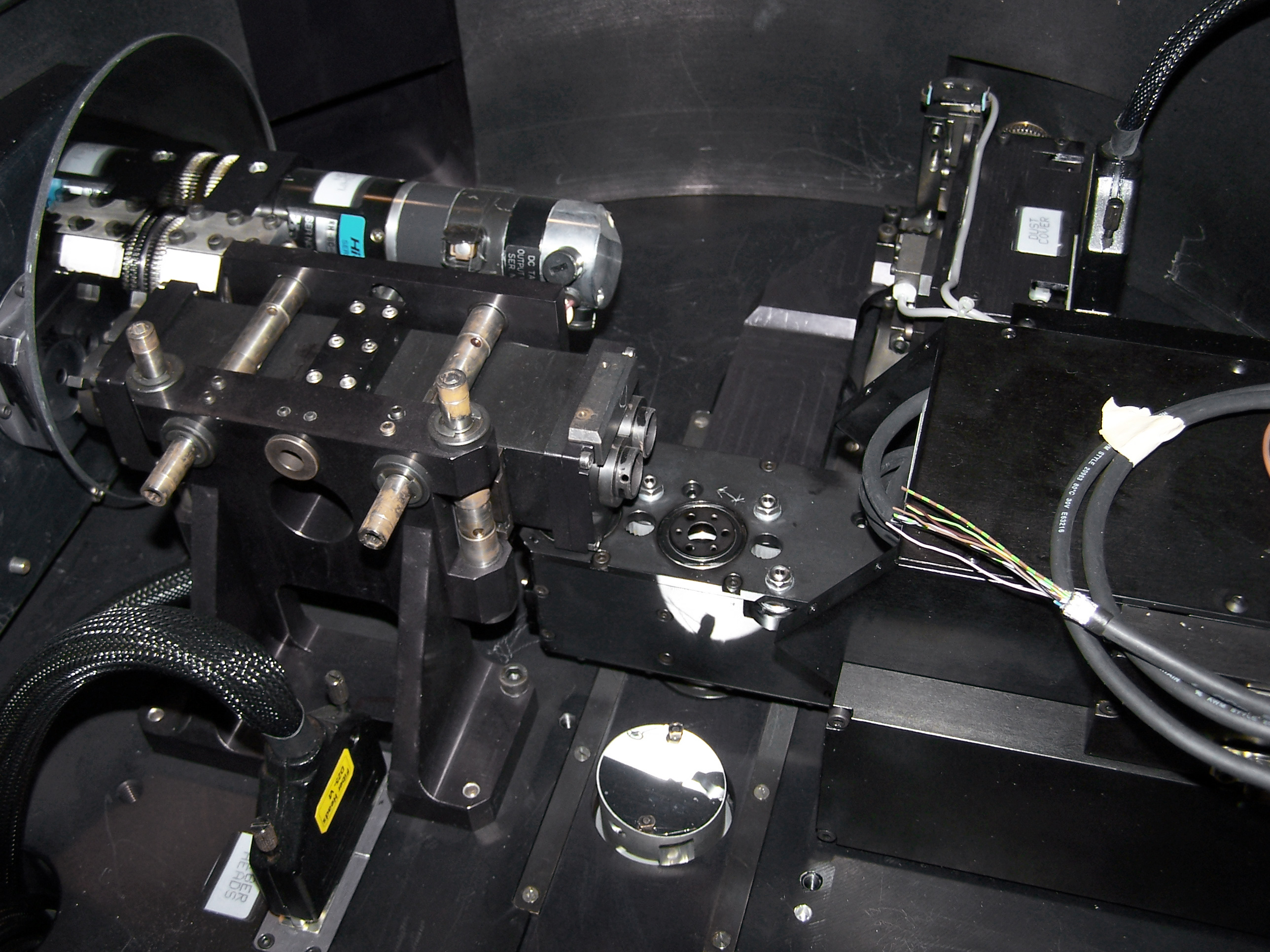
Le polarimètre associé à HARPS.

Depuis 2010, HARPS est équipé d'un polarimètre, le plus précis au monde pour l'étude des étoiles. Les premières observations effectuées avec le polarimètre de HARPS montrent que l'instrument dépasse les attentes. En effet, ce polarimètre est capable de détecter la polarisation de la lumière à un niveau de 1 pour 100 000, sans aucune perturbation provenant de l'atmosphère ou de l'instrument lui-même. Couplé à la stabilité du spectrographe, ce polarimètre est ainsi le plus précis dans sa catégorie. Par ailleurs, il est le seul polarimètre de son genre situé dans l'hémisphère sud, ce qui permet de nouvelles études dans cette moitié du monde.
Selon Nikolaï Piskounov, de l'université d'Uppsala en Suède et chercheur principal (Principal Investigator) du projet de polarimètre de HARPS, « Ce nouveau polarimètre, unique, ouvre d'excitantes nouvelles fenêtre pour étudier l'origine et l'évolution du champ magnétique d'étoiles de diverses masses, températures et âges. Il est également important pour la découverte de nouvelles exoplanètes : la capacité à repérer des taches stellaires sera cruciale pour exclure les fausses détections d'exoplanètes. ».
Selon la conception actuelle de l'Univers, les champs magnétiques jouent en effet des rôles fondamentaux à différentes échelles, des planètes aux galaxies. En particulier, les champs magnétiques sont censés contrôler la façon dont les étoiles se forment, créer des conditions favorables pour la croissance des planètes autour de jeunes étoiles, orienter les vents stellaires et accélérer des particules lors des dernières étapes de la vie d'une étoile.
Des signatures indirectes de champs magnétiques peuvent être évidentes, comme des éruptions ou des taches à la surface des étoiles, mais des mesures directes exigent une instrumentation très précise et une analyse prudente des données. La polarimétrie cherche à détecter la lumière polarisée par les champs magnétiques.
Les champs magnétiques modifient les conditions physiques dans les couches externes des étoiles, ce qui donne lieu à des régions de composition chimique, température et pression différentes. Les taches solaires sont les exemples les plus connus d'une telle action. En combinant une spectroscopie précise à la polarimétrie, il est possible de cartographier ces taches stellaires.
Le nouveau mode de HARPS lui permet de mesurer également la polarisation de spectres stellaires et lui permet d'étudier les champs magnétiques sur des étoiles.
Le polarimètre a été conçu par Frans Snik, de l'université d'Utrecht aux Pays-Bas. L'instrument a été expédié au Chili en mai 2009. Selon Snik, la place disponible pour le polarimètre étant très petite, il a fallu concevoir un polarimètre très compact. Toujours selon Sink, l'ensemble réussit à passer à une fraction de millimètre entre les autres éléments de HARPS, lesquels ne pouvaient absolument pas être touchés au risque de perturber les campagnes de recherche de planètes.
Le polarimètre de HARPS a été développé par un consortium composé de l'université d'Uppsala (Suède), l'université d'Utrecht (Pays-Bas), l'université Rice et le Space Telescope Science Institute (États-Unis), avec le soutien de l'Observatoire européen austral (ESO) et de l'Observatoire de Genève (Suisse).

#### Détecteur

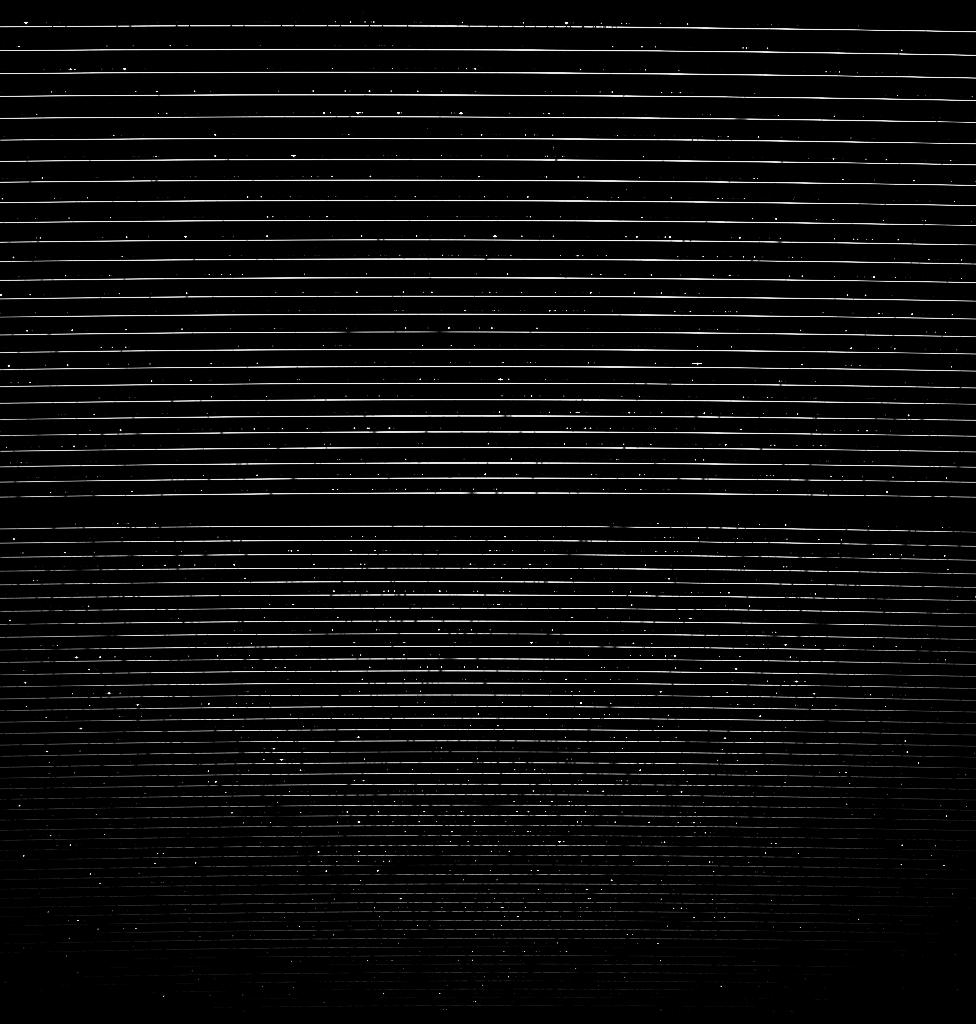
Image brute (non traitée) du spectre de l'étoile naine orange (K0) HD 100623 prise par HARPS. L'image ici montrée est l'image complète telle qu'enregistrée par les deux capteurs CCD dans le plan focal du spectrographe. Les lignes horizontales correspondent au spectre stellaire, divisé en 70 bandes couvrant tout le domaine visible de 380 nanomètres. Les taches noires visibles sur ces bandes correspondent aux raies d'absorption de l'étoile. Les brillantes raies d'émission visibles entre les bandes sont émises par une lampe au thorium située dans le spectrographe. Elles servent à étalonner l'instrument en longueurs d'onde en mesurant la dérive de l'instrument.
Crédit : ESO.

Le détecteur de HARPS est constitué d'une mosaïque de deux dispositifs à couplage de charge EEV type 44-82 surnommés Jasmin et Linda. L'ensemble a une dimension de 4 096 × 4 096 pixels,, chaque pixel ayant une taille nominale de 15 micromètres de côté,.

##### Block stitchinget problèmes associés
Chacun des deux capteurs CCD de HARPS est constitué de seize blocs de 512 × 1 024 pixels correspondant à la taille du masque servant à écrire le CCD. La taille et la sensibilité des pixels situés au bord de ces blocs peuvent ainsi être légèrement différentes de celles des pixels centraux. Cette différence engendre dans les données de HARPS un signal d'une période de un an — la période de révolution de la Terre autour du Soleil — qui limite la détection des planètes à un nombre entier de fois cette période, ou environ,,,,

### Couverture spectrale
L'intervalle spectral couvert par le spectrographe s'étend de 378 à 691 nanomètres, c'est-à-dire sur une grande partie du spectre visible, du violet au rouge, et est réparti sur les ordres 89 à 161. Le détecteur étant une mosaïque de deux dispositifs à couplage de charge (cf. section « Détecteur »), un ordre spectral (l'ordre N=115, allant de 530 à 533 nanomètres) est perdu dans l'intervalle entre les deux.

### Résolution spectrale
HARPS a une résolution spectrale de 115 000, environ deux fois plus grande que celle d'ÉLODIE et de CORALIE.

### Réduction des données
HARPS est équipé de sa propre pipeline de réduction des données, installée à La Silla. Cette pipeline fournit à l'astronome visiteur en temps quasi-réel des spectres extraits et étalonnés en longueurs d'onde dans tous les modes d'observation. Lorsque la méthode de référence par thorium simultané est utilisée, le pipeline fournit des vitesses radiales (par rapport au barycentre du système solaire) précises pour les étoiles froides dont la vitesse radiale est connu à 1-2 kilomètres par seconde près, à condition qu'un ensemble de mesures d'étalonnage standards aient été exécutées dans l'après-midi.

#### Étalonnage en longueurs d'onde
Plusieurs systèmes de référence servent à étalonner HARPS en longueurs d'onde.

##### Lampe au thorium (depuis 2003)
Depuis ses débuts, la technique dite du thorium simultané, qui utilise ici une lampe à cathode creuse au thorium-argon, est utilisée. Ce sont les raies d'émission de ces atomes qui servent de référence ; leur longueur d'onde doit donc être connue avec une extrême précision afin d'avoir un étalonnage de qualité. La liste de longueurs d'onde de référence utilisée initialement est l’Atlas du spectre du thorium (Atlas of the Thorium Spectrum) du Laboratoire national de Los Alamos, de Byron A. Palmer et Rolf Engleman et datant de 1983, obtenu avec le spectromètre à transformée de Fourier McMath-Pierce de l'Observatoire solaire national situé à Kitt Peak. Ce spectrographe, d'une résolution atteignant environ 600 000, soit plus de cinq fois celle de HARPS, donne la position d'environ 11 500 raies du thorium entre 3 000  et   11 000 angströms. En 2007, Christophe Lovis et Francesco Pepe (LP07), de l'Observatoire de Genève, ont voulu obtenir un nouvel atlas de raies du thorium, a priori plus précis dans la mesure où HARPS, bien qu'ayant une moindre résolution (R = 115 000), a une sensibilité plus élevée et permet donc de détecter des raies faibles absente du catalogue de Palmer et Engleman. Cependant, Stephen L. Redmann, Gillian Nave et Craig J. Sansonetti constatent, en 2014, une dispersion importante dans les résidus de LP07 en comparaison de leurs résultats. Ceci pourrait s'expliquer notamment par l'effet du block stitching qui n'était alors par encore pris en compte dans LP07 (cf. section « Block stitching et problèmes associés »).

##### Interféromètre de Fabry-Perot
Pour un article plus général, voir Interféromètre de Fabry-Perot.
Un interféromètre de Fabry-Perot est installé sur HARPS pour l'étalonnage en longueur d'onde de l'instrument.

## Constructeurs, financeurs, responsables et équipe

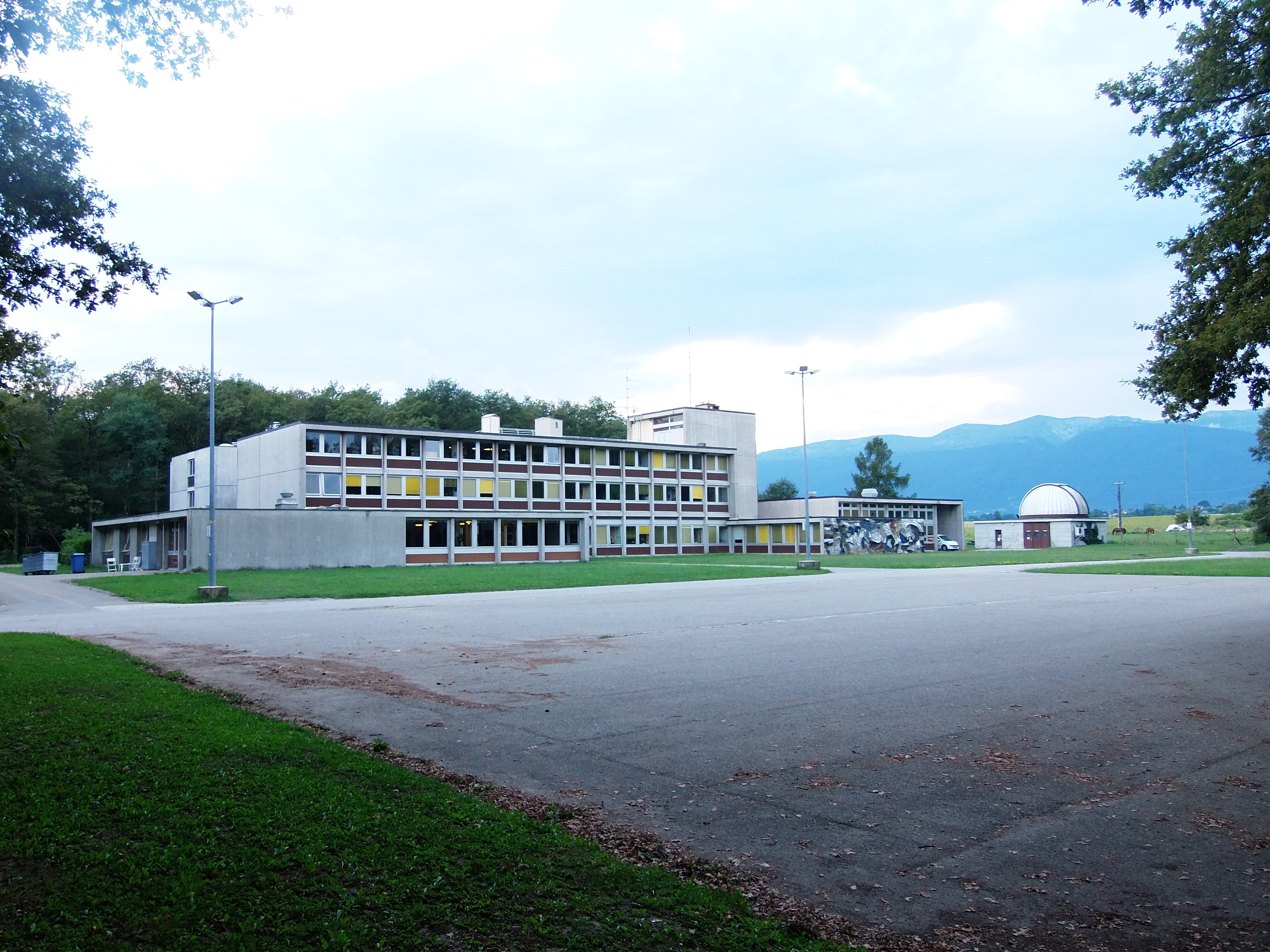
L'Observatoire de Genève, initiateur du projet HARPS.

### Constructeurs
HARPS a été construit sous contrat de l'Observatoire européen austral (ESO) par le consortium HARPS constitué de l'Observatoire de Genève (Versoix, Suisse), l'Observatoire de Haute-Provence (Saint-Michel-l'Observatoire, France), l'Institut de physique de l'université de Berne (Berne, Suisse) et le Service d'aéronomie du Centre national de la recherche scientifique (Paris, France), avec une participation substantielle des équipes de l'Observatoire européen austral (ESO) à La Silla et à Garching,.

### Financeurs
Le projet est financé par le Fonds national suisse de la recherche scientifique (FNS, Suisse), l'Office fédéral pour l'éducation et la recherche, la région Provence-Alpes-Côte d'Azur (PACA, France), l'Institut national des sciences de l'univers (INSU, France), l'Observatoire européen austral (ESO, multinational), l'Université de Genève (Suisse) et les autres membres du consortium,.

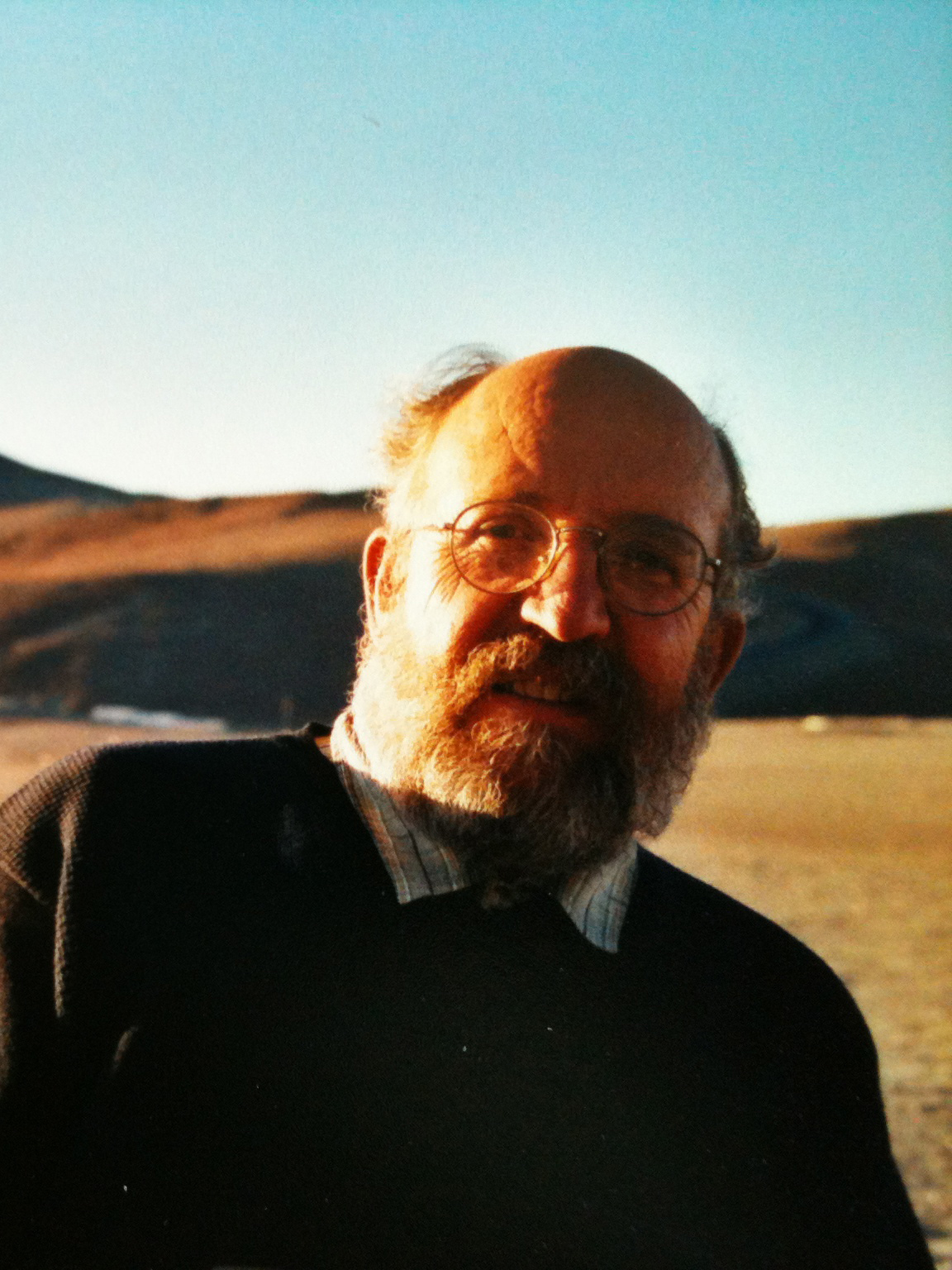
Michel Mayor, chercheur principal de HARPS.

### Responsables
[Quand ?]
Le chercheur principal (Principal Investigator) de HARPS est Michel Mayor, de l'Observatoire de Genève. Les responsables scientifiques du projet (Project Scientists) sont Didier Queloz, de l'Observatoire de Genève, et Luca Pasquini, de l'ESO à Garching. Les chefs du projet (Project Managers) sont Francesco Pepe, de l'Observatoire de Genève, et Gero Rupprecht, de l'ESO à Garching. L'équipe scientifique de l'instrument (Instrument Science Team) comprend Joergen Christensen-Dalsgaard, de l'université d'Aarhus au Danemark, Dainis Dravins, de l'université de Lund en Suède, Martin Kürster, de l'Institut Max-Planck d'astrophysique (MPIA) à Heidelberg en Allemagne, Artie P. Hatzes, de Tautenburg en Allemagne, Francesco Paresce, de l'ESO, et Alan Penny, du RAL.

### L'équipe HARPS
De nombreuses personnes ont été (et sont) impliquées dans le projet HARPS. Les personnes qui ont directement été impliquées dans les différents aspects matériels, logiciels, scientifiques, managériaux et asministratifs du projet HARPS sont, :
- à Genève : François Bouchy, Nigel Evershed, Michel Fleury, Michel George, D. Lacroix, Michel Mayor, Denis Mégevand, Francesco Pepe, Michel Pichard, Didier Queloz, Danuta Sosnowska, Stéphane Udry, Jean-Daniel Vuille, Luc Weber ;
- à l'Observatoire de Haute-Provence : Dominique Kohler, P. Petitpas, Pierre Richaud, Jean-Pierre Sivan ;
- à Berne : Willy Benz, J. Fischer ;
- au Laboratoire d'astrophysique de Marseille : Joël Le Merrer ;
- au Service d'aéronomie : Jean-Loup Bertaux ;
- à La Silla : Wolfgang Eckert, Alain Gilliotte, Domingo Gojak, Juan-Carlos Guzman, Gaspare Lo Curto, Ruben Soto, Eugenio Ureta, Ueli Weilenmann ;
- à Garching : Gerardo Avila, Andrea Balestra, Jean-Louis Beckers, Bernard Buzzoni, Cyril Cavadore, Sebastian Deiries, Hans Dekker, Bernard Delabre, S. D'Odorico, Robert Fischer, Arno van Kesteren, Franz Koch, Heinz Kotzlowski, Jean-Louis Lizon, Antonio Longinotti, Guy Monnet, Luca Pasquini, Javier Reyes, Gero Rupprecht, Jakob Vinther, Andreas Wicenec, Gerd Wieland.

## Historique

### Origine du projet (1998-2003)

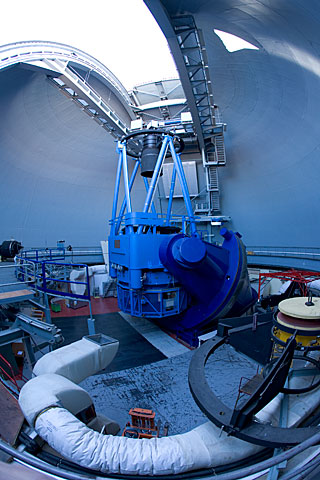
Le télescope de 3.6 mètres de l'ESO.

Le projet HARPS naît le 20 mai 1998 avec la publication d'un appel à projets (announcement of opportunity) de l'Observatoire européen austral (ESO) portant sur la définition, la conception, la fabrication, l'installation et la mise en service d'un instrument destié à la détection de planètes extrasolaires (exoplanètes) et d'une précision d'un mètre par seconde, contre trois mètres par seconde pour le HIRES, alors le plus performant.
En réponse à la demande de l'ESO, un consortium est constitué. Il comprend, l'observatoire de Genève, qui en est l'initiateur, l'Institut de physique de l'université de Berne, l'observatoire de Haute-Provence (OHP) et le service d'aéronomie du Centre national de la recherche scientifique (CNRS). Le projet est lancé en février 2000.
L'accord entre l'ESO et le consortium est signé en août 2000, après un examen préliminaire de la conception intervenu en juillet 2000. Aux termes de cet accord, le consortium porte le coût pour le spectrographe et tous ses composants tandis que l'ESO fournit l'interface (Cassegrain fibre adapter) du spectrographe avec le télescope, la connexion par fibres, la pièce destinée au spectrographe dans le bâtiment hébergeant le télescope et le système de détecteurs complet. En contrepartie, le consortium se verra allouer un temps garanti d'observations de cent nuits par an pour une période de cinq ans à compter de l'acceptation provisoire de l'instrument.
L'examen final a lieu en mars 2001. L'acceptation préliminaire a lieu en décembre 2002. En janvier 2003, HARPS est installé par le consortium sur le télescope de 3,6 mètres de l'ESO à La Silla au Chili,.

### Mise en service et premières découvertes (2003)
La mise en service de HARPS a lieu au mois de février 2003. HARPS reçoit sa première lumière le 11 février 2003 lors de la première nuit de tests. L'étoile HD 100623 est le premier objet observé.
Le premier appel à candidatures est lancé en mars 2003 pour la période 72 commençant au 1er octobre 2003 de la même année. En juin 2003 a lieu une seconde mise en service de l'instrument.
L'instrument est offert à la communauté le 1er octobre 2003. En décembre 2003, le premier candidat planétaire de HARPS est annoncé, à savoir HD 330075 b.

### Nouvelles installations ou remplacements (depuis 2003)

#### Fibre EGGS (octobre 2006)
Depuis octobre 2006, en plus du mode haute précision (high accuracy mode en anglais, en abrégé HAM), le mode haute efficacité (high efficiency mode), surnommé EGGS (littéralement « œufs », par jeu de mots avec ham qui signifie « jambon ») est disponible.

#### Nouvelle lampe pour plages lumineuses uniformes (août 2008)
Le 22 août 2008, une nouvelle lampe pour plages lumineuses uniformes (flat field en anglais), avec filtres, est installée. Celle-ci permet d'avoir un spectre plus uniforme sur l'intervalle de longueurs d'onde couvert par HARPS.

#### Spectropolarimètre (février 2010)
En février 2010, un spectropolarimètre est installé sur HARPS.

#### Installation du peigne de fréquences laser (2012-mai 2015)

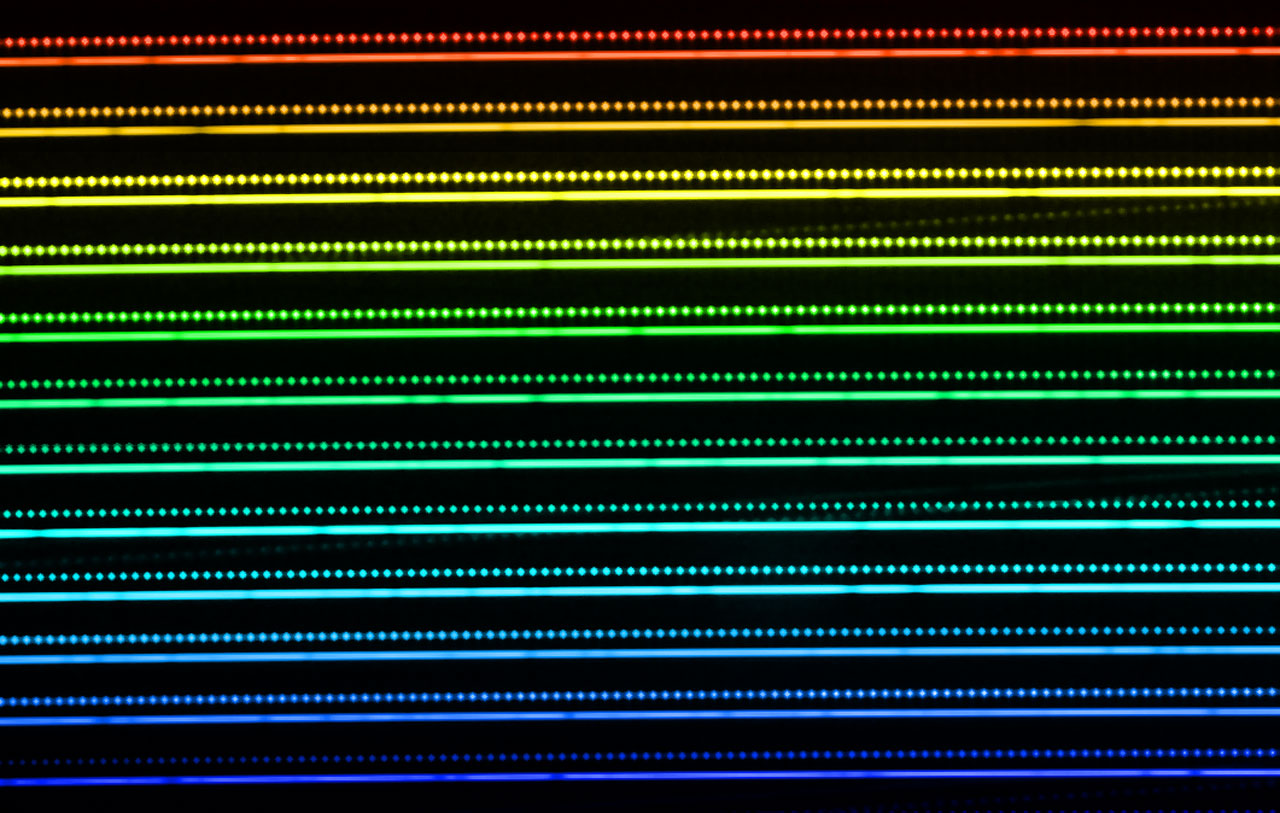
Portion du spectre d'une étoile obtenu grâce à HARPS. Les lignes continues correspondent à la lumière de l'étoile, les raies sombres correspondant aux raies d'absorption des éléments chimiques de l'étoile. Les taches lumineuses régulièrement espacées juste au-dessus des lignes continues sont le spectre du peigne de fréquences laser utilisé pour comparaison. Note : sur cette image, les couleurs sont là à simple titre d'illustration, le spectre visible s'étendant sur un plus grand nombre d'ordres et le changement de couleur étant donc beaucoup plus subtile qu'ici représenté.

En 2012, un peigne de fréquences laser (en anglais laser frequency comb) est installé sur HARPS. L'extrême stabilité de cette source de lumière doit permettre de faire des observations d'une précision inatteignable jusqu'alors. Cet outil doit aider à détecter des planètes de type terrestre dans la zone habitable de leur étoile.
Lors d'une mission d'observations de test, une équipe de scientifique de l'ESO, de l'Institut Max-Planck d'optique quantique (MPQ, à Garching, en Allemagne) et de l'Institut d'astrophysique des Canaries (IAC, à Tenerife, en Espagne), dirigée par Tobias Wilken (chercheur au MPQ), a mesuré qu'ils obtenaient une précision au moins quatre fois plus grande avec le peigne de fréquences laser qu'avec les lampes à cathode creuse utilisées jusque-là. Ils ont observé l'étoile HD 75289 et ont obtenu des résultats cohérents avec les résultats antérieurs, montrant la robustesse de cet outil pour la génération suivante de spectrographes. Le peigne de fréquence testé était un prototype d'un système développé par une collaboration entre l'ESO, le MPQ, Menlo Systems GmbH (en Allemagne), l'IAC et l'université fédérale du Rio Grande do Norte au Brésil. Une précision de l'ordre de centimètres par seconde est attendue avec ce système, ouvrant la voie à la détection de planètes de type terrestre dans la zone habitable de leur étoile.
En mai 2015, le nouveau peigne est validé.

#### Remplacement des fibres circulaires par des fibres octogonales (mai 2015)
Fin mai 2015, les fibres à section circulaire qui transportent la lumière dans HARPS sont remplacées par des fibres à section octogonale de taille équivalente, plus récentes. Ces nouvelles fibres doivent notamment permettre d'avoir une illumination plus homogène et donc de réduire l'effet d'un léger décentrage.
Pour effectuer ce remplacement, la cuve à vide contenant le spectrographe a dû être ouverte ; cette ouverture est la première depuis la mise en service de HARPS. À cette occasion, la mise au point a été réajustée afin d'éliminer le léger flou sur les images (ce qui se traduit notamment par un élargissement des raies) qui était apparu au fil du temps à cause d'une légère dérive,.

## Missions
HARPS est un spectrographe ; son rôle est donc de faire de la spectroscopie. Les spectres obtenus grâce à HARPS servent avant tout à chercher des planètes par la méthode des vitesses radiales. Ce faisant, seule une faible portion de l'information contenue dans le spectre est exploitée : seulement le décalage Doppler de ce spectre. Cependant, plusieurs autres informations peuvent être extraites de ces spectres, informations concernant l'étoile observée mais également certaines propriétés des planètes qui orbitent autour : vitesse de rotation de l'étoile par exemple (élargissement des raies) ; composition chimique de l'atmosphère (lors d'un transit) ou température de certaines planètes par exemple. Par ailleurs, HARPS est également utilisé pour faire de l'astérosismologie.

## Performances

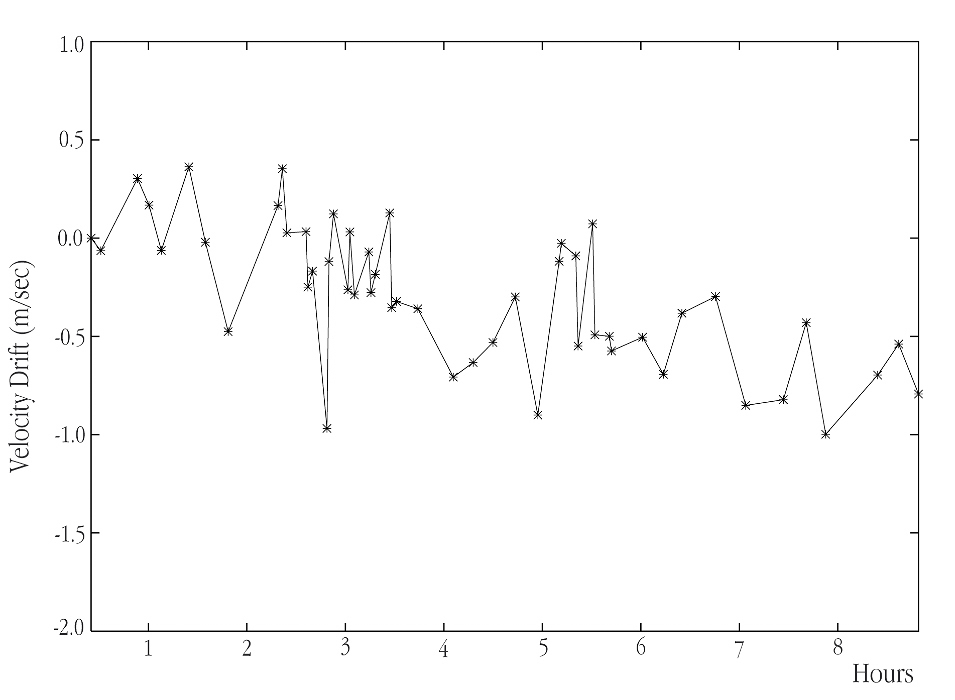
Une nuit (neuf heures) d'observations avec le spectrographe HARPS pendant la mise en service de l'instrument, démontrant la très grande stabilité de celui-ci. La dérive de l'instrument est déterminée en calculant la position exacte de raies d'émission du thorium. En neuf heures, la dérive est de l'ordre d'un mètre par seconde ; elle est mesurée avec une précision de 20 centimètres par seconde.

Pour une étoile de type spectral G2V (étoile de type solaire) de magnitude apparente 6 dans le visible, HARPS permet d'obtenir un rapport signal sur bruit de 110 par pixel à une longueur d'onde de 550 nanomètres (vert) en une minute d'intégration (valeur pour un seeing d'une seconde d'arc et une masse d'air de 1,2). En utilisant la méthode de référence par thorium simultané, ce rapport signal sur bruit permet de déterminer les vitesses radiales avec un bruit quantique d'environ 0,90 mètre par seconde. En prenant en compte les incertitudes dues au guidage, à la mise au point et à l'instrument lui-même, HARPS parvient à une précision globale d'environ un mètre par seconde en moyenne quadratique pour des étoiles plus froides que celles de type spectral G et pour les étoiles à rotation lente (v sin(i) < 2 km/s).
HARPS demeure ainsi toujours, en 2014, le spectrographe destiné à la recherche de planètes le plus sensible au monde : il permet de détecter des amplitudes de variation de vitesse de l'ordre de 1 mètre par seconde,. Sa stabilité à long terme est également de cet ordre de grandeur.
Concrètement, autour d'une étoile de type solaire, ce spectrographe permet de détecter une planète de la masse de la Terre à quelques jours de période (par exemple Alpha Centauri Bb, dont la masse minimale dépasse de seulement 10 % la masse de la Terre et dont la période de révolution est de quatre jours, soit une demi-amplitude du mouvement de son étoile de seulement 0,51 mètre par seconde), une planète dix fois plus massive jusqu'à environ 2 000 jours (environ six ans) de période / quatre unités astronomiques de distance, et pourrait permettre de trouver une planète vingt fois plus massive jusqu'à environ 5 000 jours (~15 ans) / six unités astronomiques. Des planètes plus massives pourraient être trouvées encore plus loin (la sensibilité de HARPS correspond à un Jupiter à ~ 90 ans de période / 20 au de distance) ; cependant c'est alors l'intervalle de temps couvert qui devient limitant, lequel est actuellement de douze ans pour HARPS. Pour des objets de période sensiblement plus grande, seule une tendance peut être détectée. Ainsi, peu de planètes ayant une période supérieure à dix ans ont pour le moment été détectées, souvent avec des incertitudes importantes ou seulement des estimations minimales sur la masse et la période.

## Historique des découvertes effectuées grâce à HARPS

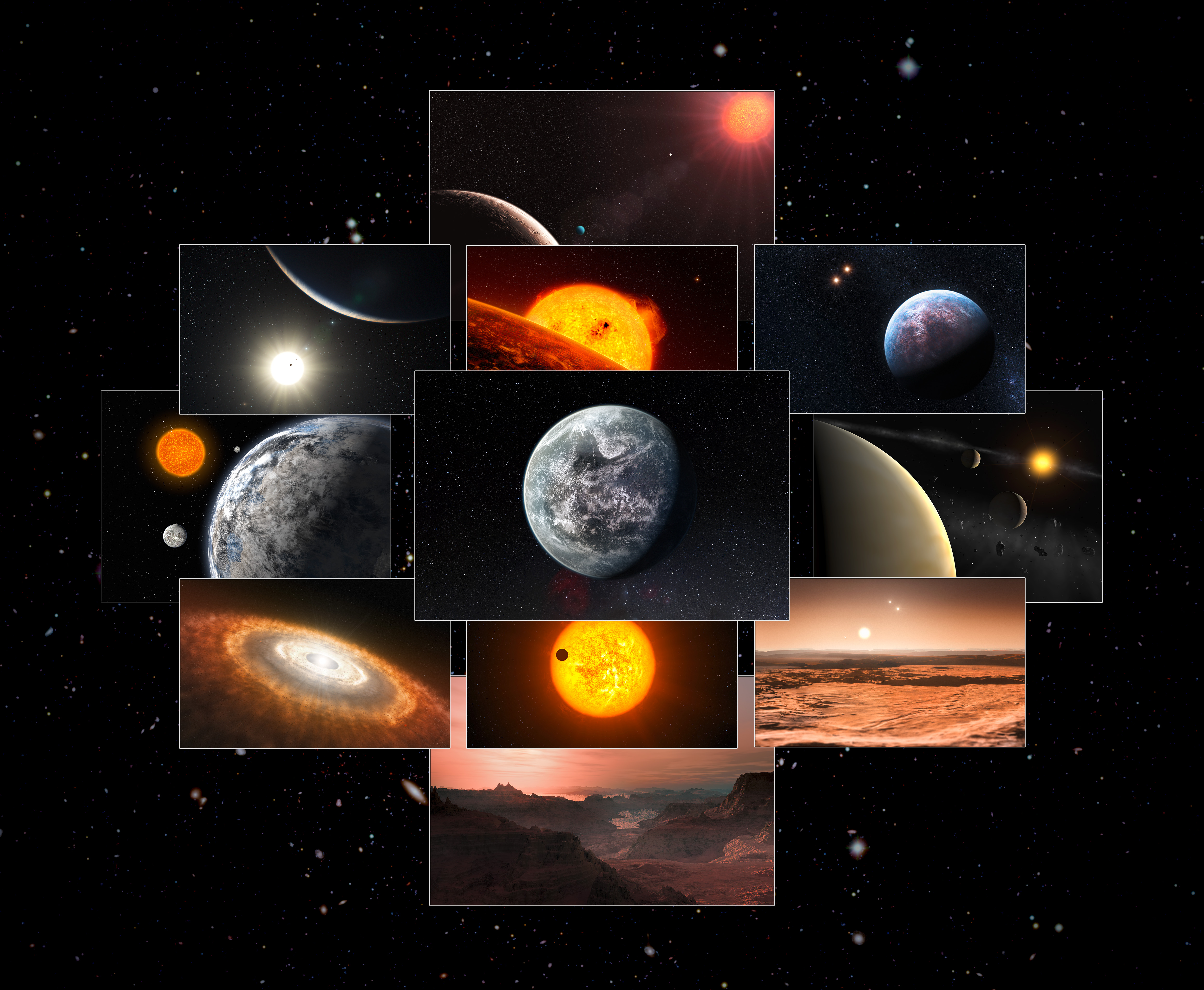
Vues d'artistes rassemblant une décennies de découverte par HARPS.

En douze ans, depuis 2003, HARPS a permis de découvrir plus d'une centaine de planètes, d'en confirmer nombre d'autres mais aussi de remettre en cause l'existence de certains objets annoncés par d'autres équipes.
HARPS a permis de découvrir, entre autres, en août 2004, μ Arae c, la première super-Terre ; en mai 2006, HD 69830 b, HD 69830 c et HD 69830 d, le triplet de planètes de masse neptunienne surnommé le « Trident de Neptune » ; en avril 2007, Gliese 581 d, la première super-Terre située dans la zone habitable d'une petite étoile ; en avril 2009, Gliese 581 e, la plus légère des exoplanètes jamais détectées autour d'une étoile normale jusqu'alors (1,7 masse terrestre) ; en octobre 2012, α Centauri Bb, l'exoplanète la plus proche de la Terre (4,37 années-lumière), désormais de la masse minimale la plus faible détectée par vitesse radiale (tout juste 10 % supérieure à la masse de la Terre), et correspondant au plus faible signal planétaire jamais détecté par la méthode des vitesses radiale (51 centimètres par seconde de demi-amplitude).
HARPS a permis de confirmer, entre autres, en septembre 2009, la nature de planète tellurique de CoRoT-7 b.
En avril 2015, 51 Pegasi b, première exoplanète découverte autour d'une étoile de la séquence principale et prototype des Jupiter chauds, devient, grâce à HARPS, la première exoplanète dont le spectre de la lumière visible réfléchie a été directement détecté.
En juillet 2017, une planète tellurique, Ross 128 b, est découverte autour de Ross 128. Située dans la zone d'habitabilité, elle est la seconde exoplanète la plus proche du Système solaire après Proxima b.

## HELIOS: observation du Soleil avec HARPS
HELIOS, HARPS Experiment for Light Integrated Over the Sun} (« Expérience avec HARPS pour la lumière intégrée sur le Soleil »), est un télescope solaire servant à alimenter le spectrographe HARPS.